# BeNe Ladies Tour 2019
La 6e édition du BeNe Ladies Tour a lieu du 18 juillet au 21 juillet 2019. La course fait partie du calendrier UCI féminin en catégorie 2.1. 
Lisa Klein gagne le prologue, Christina Siggaard la première étape au sprint massif. Jelena Eric profite d'une échappée pour s'imposer. L'après-midi, Lisa Klein gagne le contre-la-montre. Sur la dernière étape, Lorena Wiebes impose sa pointe de vitesse. Au classement général final, Lisa Klein s'impose devant Amy Pieters et Marlen Reusser. Lorena Wiebes gagne le classement par points et des sprints. Hannah Ludwig est la meilleure jeune.

## Équipes
| Équipes féminines professionnelles (17)- Alé Cipollini - Biehler Pro Cycling - Boels Dolmans - BTC City Ljubljana - Canyon-SRAM Racing - Doltcini-Van Eyck Sport - Experza-Footlogix - FDJ-Nouvelle Aquitaine-Futuroscope - Health Mate-Ladies Team - Hitec Products - Lotto Soudal Ladies - Parkhotel Valkenburg-Destil - Rally UHC Cycling Women - Trek-Segafredo - Valcar Cylance - Virtu Cycling Women - WNT-Rotor Pro Cycling Équipes nationales (4)- Australie - Belgique - Espagne - France Équipe féminines amateur (3)- Isorex - Jos Feron Lady Force - Rogelli-Gyproc Équipe régionale et de club- Centre mondial du cyclisme |
| |

## Étapes
| Étape      | Date      | Villes étapes           | type                        | Distance (km) | Vainqueur d'étape  | Leader du classement général |
| ---------- | --------- | ----------------------- | --------------------------- | ------------- | ------------------ | ---------------------------- |
| Prologue   | 18 juill. | Utrecht – Utrecht       | prologue                    | 3,9           | Lisa Klein         | Lisa Klein                   |
| 1re étape  | 19 juill. | Essen – Rosendael       | étape de plaine             | 121,2         | Christina Siggaard | Amy Pieters                  |
| 2e a étape | 20 juill. | L'Écluse – Watervliet   | étape de plaine             | 89,9          | Jelena Erić        | Kirstie van Haaften          |
| 2e b étape | 20 juill. | Watervliet – Watervliet | contre-la-montre individuel | 14,5          | Lisa Klein         | Lisa Klein                   |
| 3e étape   | 21 juill. | Zelzate – Zelzate       | étape de plaine             | 112,2         | Lorena Wiebes      | Lisa Klein                   |

## Déroulement de la course

### Prologue
Lisa Klein remporte le prologue devant Ellen van Dijk et Amy Pieters.
| \| Classement de l'étape \| Classement de l'étape \| Classement de l'étape \| Classement de l'étape \| Classement de l'étape \| \| Coureuse \| Coureuse \| Pays \| Équipe \| Temps \| \| --------------------- \| --------------------- \| --------------------- \| -------------------------- \| --------------------- \| \| 1re \| Lisa Klein \| Allemagne \| Canyon-SRAM Racing \| 4 min 55 s \| \| 2e \| Ellen van Dijk \| Pays-Bas \| Trek-Segafredo \| + 2 s \| \| 3e \| Amy Pieters \| Pays-Bas \| Boels Dolmans \| + 3 s \| \| 4e \| Mieke Kröger \| Allemagne \| Virtu Cycling Women \| + 8 s \| \| 5e \| Marlen Reusser \| Suisse \| Centre mondial du cyclisme \| + 9 s \| \| 6e \| Femke Markus \| Pays-Bas \| Parkhotel Valkenburg \| + 9 s \| \| 7e \| Jip van den Bos \| Pays-Bas \| Boels Dolmans \| + 11 s \| \| 8e \| Lorena Wiebes \| Pays-Bas \| Parkhotel Valkenburg \| + 12 s \| \| 9e \| Christa Riffel \| Allemagne \| Canyon-SRAM Racing \| + 12 s \| \| 10e \| Vittoria Guazzini \| Italie \| Valcar Cylance \| + 12 s \| |                   |           |                            |            |
| |                   |           |                            |            |
| |                   |           |                            |            |
| Classement de l'étape |                   |           |                            |            |
| Coureuse | Coureuse          | Pays      | Équipe                     | Temps      |
| 1re | Lisa Klein        | Allemagne | Canyon-SRAM Racing         | 4 min 55 s |
| 2e | Ellen van Dijk    | Pays-Bas  | Trek-Segafredo             | + 2 s      |
| 3e | Amy Pieters       | Pays-Bas  | Boels Dolmans              | + 3 s      |
| 4e | Mieke Kröger      | Allemagne | Virtu Cycling Women        | + 8 s      |
| 5e | Marlen Reusser    | Suisse    | Centre mondial du cyclisme | + 9 s      |
| 6e | Femke Markus      | Pays-Bas  | Parkhotel Valkenburg       | + 9 s      |
| 7e | Jip van den Bos   | Pays-Bas  | Boels Dolmans              | + 11 s     |
| 8e | Lorena Wiebes     | Pays-Bas  | Parkhotel Valkenburg       | + 12 s     |
| 9e | Christa Riffel    | Allemagne | Canyon-SRAM Racing         | + 12 s     |
| 10e | Vittoria Guazzini | Italie    | Valcar Cylance             | + 12 s     |

| \| Classement général \| Classement général \| Classement général \| Classement général \| Classement général \| \| Coureuse \| Coureuse \| Pays \| Équipe \| Temps \| \| ------------------ \| ------------------ \| ------------------ \| -------------------------- \| ------------------ \| \| 1re \| Lisa Klein \| Allemagne \| Canyon-SRAM Racing \| 4 min 55 s \| \| 2e \| Ellen van Dijk \| Pays-Bas \| Trek-Segafredo \| + 2 s \| \| 3e \| Amy Pieters \| Pays-Bas \| Boels Dolmans \| + 3 s \| \| 4e \| Mieke Kröger \| Allemagne \| Virtu Cycling Women \| + 8 s \| \| 5e \| Marlen Reusser \| Suisse \| Centre mondial du cyclisme \| + 9 s \| \| 6e \| Femke Markus \| Pays-Bas \| Parkhotel Valkenburg \| + 9 s \| \| 7e \| Jip van den Bos \| Pays-Bas \| Boels Dolmans \| + 11 s \| \| 8e \| Lorena Wiebes \| Pays-Bas \| Parkhotel Valkenburg \| + 12 s \| \| 9e \| Christa Riffel \| Allemagne \| Canyon-SRAM Racing \| + 12 s \| \| 10e \| Vittoria Guazzini \| Italie \| Valcar Cylance \| + 12 s \| |                   |           |                            |            |
| |                   |           |                            |            |
| |                   |           |                            |            |
| Classement général |                   |           |                            |            |
| Coureuse | Coureuse          | Pays      | Équipe                     | Temps      |
| 1re | Lisa Klein        | Allemagne | Canyon-SRAM Racing         | 4 min 55 s |
| 2e | Ellen van Dijk    | Pays-Bas  | Trek-Segafredo             | + 2 s      |
| 3e | Amy Pieters       | Pays-Bas  | Boels Dolmans              | + 3 s      |
| 4e | Mieke Kröger      | Allemagne | Virtu Cycling Women        | + 8 s      |
| 5e | Marlen Reusser    | Suisse    | Centre mondial du cyclisme | + 9 s      |
| 6e | Femke Markus      | Pays-Bas  | Parkhotel Valkenburg       | + 9 s      |
| 7e | Jip van den Bos   | Pays-Bas  | Boels Dolmans              | + 11 s     |
| 8e | Lorena Wiebes     | Pays-Bas  | Parkhotel Valkenburg       | + 12 s     |
| 9e | Christa Riffel    | Allemagne | Canyon-SRAM Racing         | + 12 s     |
| 10e | Vittoria Guazzini | Italie    | Valcar Cylance             | + 12 s     |

### 1reétape
L'étape est remportée au sprint massif par Christina Siggaard. Amy Pieters est la nouvelle leader. L'étape est marquée par la chute dans le dernier kilomètre de Jolien D'Hoore, Laura Süßemilch et Kaat Hannes. La première se fracture le coude, la seconde la clavicule et la dernière se blesse au genou,.
| \| Classement de l'étape \| Classement de l'étape \| Classement de l'étape \| Classement de l'étape \| Classement de l'étape \| \| Coureuse \| Coureuse \| Pays \| Équipe \| Temps \| \| --------------------- \| --------------------- \| --------------------- \| ----------------------- \| --------------------- \| \| 1re \| Christina Siggaard \| Danemark \| Virtu Cycling Women \| 2 h 56 min 10 s \| \| 2e \| Claudia Koster \| Pays-Bas \| WNT-Rotor Pro Cycling \| + 0 s \| \| 3e \| Letizia Paternoster \| Italie \| Trek-Segafredo \| + 0 s \| \| 4e \| Monique van de Ree \| Pays-Bas \| BTC City Ljubljana \| + 0 s \| \| 5e \| Kelly Druyts \| Belgique \| Doltcini-Van Eyck Sport \| + 0 s \| \| 6e \| Roxane Fournier \| France \| Movistar Team \| + 0 s \| \| 7e \| Shari Bossuyt \| Belgique \| Rogelli-Gyproc \| + 0 s \| \| 8e \| Heidi Franz \| États-Unis \| Rally Cycling \| + 0 s \| \| 9e \| Kirstie van Haaften \| Pays-Bas \| Health Mate-Ladies Team \| + 0 s \| \| 10e \| Lisa Klein \| Allemagne \| Canyon-SRAM Racing \| + 0 s \| |                     |            |                         |                 |
| |                     |            |                         |                 |
| |                     |            |                         |                 |
| Classement de l'étape |                     |            |                         |                 |
| Coureuse | Coureuse            | Pays       | Équipe                  | Temps           |
| 1re | Christina Siggaard  | Danemark   | Virtu Cycling Women     | 2 h 56 min 10 s |
| 2e | Claudia Koster      | Pays-Bas   | WNT-Rotor Pro Cycling   | + 0 s           |
| 3e | Letizia Paternoster | Italie     | Trek-Segafredo          | + 0 s           |
| 4e | Monique van de Ree  | Pays-Bas   | BTC City Ljubljana      | + 0 s           |
| 5e | Kelly Druyts        | Belgique   | Doltcini-Van Eyck Sport | + 0 s           |
| 6e | Roxane Fournier     | France     | Movistar Team           | + 0 s           |
| 7e | Shari Bossuyt       | Belgique   | Rogelli-Gyproc          | + 0 s           |
| 8e | Heidi Franz         | États-Unis | Rally Cycling           | + 0 s           |
| 9e | Kirstie van Haaften | Pays-Bas   | Health Mate-Ladies Team | + 0 s           |
| 10e | Lisa Klein          | Allemagne  | Canyon-SRAM Racing      | + 0 s           |

| \| Classement général \| Classement général \| Classement général \| Classement général \| Classement général \| \| Coureuse \| Coureuse \| Pays \| Équipe \| Temps \| \| ------------------ \| ------------------- \| ------------------ \| -------------------------- \| ------------------ \| \| 1re \| Amy Pieters \| Pays-Bas \| Boels Dolmans \| 3 h 01 min 04 s \| \| 2e \| Lisa Klein \| Allemagne \| Canyon-SRAM Racing \| + 1 s \| \| 3e \| Mieke Kröger \| Allemagne \| Virtu Cycling Women \| + 9 s \| \| 4e \| Letizia Paternoster \| Italie \| Trek-Segafredo \| + 9 s \| \| 5e \| Lorena Wiebes \| Pays-Bas \| Parkhotel Valkenburg \| + 10 s \| \| 6e \| Marlen Reusser \| Suisse \| Centre mondial du cyclisme \| + 10 s \| \| 7e \| Femke Markus \| Pays-Bas \| Parkhotel Valkenburg \| + 10 s \| \| 8e \| Jip van den Bos \| Pays-Bas \| Boels Dolmans \| + 12 s \| \| 9e \| Christa Riffel \| Allemagne \| Canyon-SRAM Racing \| + 13 s \| \| 10e \| Vittoria Guazzini \| Italie \| Valcar Cylance \| + 13 s \| |                     |           |                            |                 |
| |                     |           |                            |                 |
| |                     |           |                            |                 |
| Classement général |                     |           |                            |                 |
| Coureuse | Coureuse            | Pays      | Équipe                     | Temps           |
| 1re | Amy Pieters         | Pays-Bas  | Boels Dolmans              | 3 h 01 min 04 s |
| 2e | Lisa Klein          | Allemagne | Canyon-SRAM Racing         | + 1 s           |
| 3e | Mieke Kröger        | Allemagne | Virtu Cycling Women        | + 9 s           |
| 4e | Letizia Paternoster | Italie    | Trek-Segafredo             | + 9 s           |
| 5e | Lorena Wiebes       | Pays-Bas  | Parkhotel Valkenburg       | + 10 s          |
| 6e | Marlen Reusser      | Suisse    | Centre mondial du cyclisme | + 10 s          |
| 7e | Femke Markus        | Pays-Bas  | Parkhotel Valkenburg       | + 10 s          |
| 8e | Jip van den Bos     | Pays-Bas  | Boels Dolmans              | + 12 s          |
| 9e | Christa Riffel      | Allemagne | Canyon-SRAM Racing         | + 13 s          |
| 10e | Vittoria Guazzini   | Italie    | Valcar Cylance             | + 13 s          |

### 2eétape secteur a
Une échappée de trois coureuses sort sur le circuit local. Il s'agit de : Jelena Eric, Kirstie van Haaften et Rhona Callander . Leur avance culmine à une minute quarante-cinq et elles parviennent à se maintenir jusqu'au bout en tête. Au sprint, la Serbe s'impose. Kirstie Van Haaften prend la tête du classement général.
| \| Classement de l'étape \| Classement de l'étape \| Classement de l'étape \| Classement de l'étape \| Classement de l'étape \| \| Coureuse \| Coureuse \| Pays \| Équipe \| Temps \| \| --------------------- \| ----------------------- \| --------------------- \| ----------------------- \| --------------------- \| \| 1re \| Jelena Erić \| Serbie \| Alé Cipollini \| 2 h 14 min 10 s \| \| 2e \| Kirstie van Haaften \| Pays-Bas \| Health Mate-Ladies Team \| + 0 s \| \| 3e \| Rhona Callander \| Royaume-Uni \| Isorex \| + 0 s \| \| 4e \| Lorena Wiebes \| Pays-Bas \| Parkhotel Valkenburg \| + 30 s \| \| 5e \| Marta Bastianelli \| Italie \| Virtu Cycling Women \| + 30 s \| \| 6e \| Letizia Paternoster \| Italie \| Trek-Segafredo \| + 30 s \| \| 7e \| Kathrin Schweinberger \| Autriche \| Health Mate-Ladies Team \| + 30 s \| \| 8e \| Marjolein van 't Geloof \| Pays-Bas \| Alé Cipollini \| + 30 s \| \| 9e \| Lisa Klein \| Allemagne \| Canyon-SRAM Racing \| + 30 s \| \| 10e \| Chiara Consonni \| Italie \| Valcar Cylance \| + 30 s \| |                         |             |                         |                 |
| |                         |             |                         |                 |
| |                         |             |                         |                 |
| Classement de l'étape |                         |             |                         |                 |
| Coureuse | Coureuse                | Pays        | Équipe                  | Temps           |
| 1re | Jelena Erić             | Serbie      | Alé Cipollini           | 2 h 14 min 10 s |
| 2e | Kirstie van Haaften     | Pays-Bas    | Health Mate-Ladies Team | + 0 s           |
| 3e | Rhona Callander         | Royaume-Uni | Isorex                  | + 0 s           |
| 4e | Lorena Wiebes           | Pays-Bas    | Parkhotel Valkenburg    | + 30 s          |
| 5e | Marta Bastianelli       | Italie      | Virtu Cycling Women     | + 30 s          |
| 6e | Letizia Paternoster     | Italie      | Trek-Segafredo          | + 30 s          |
| 7e | Kathrin Schweinberger   | Autriche    | Health Mate-Ladies Team | + 30 s          |
| 8e | Marjolein van 't Geloof | Pays-Bas    | Alé Cipollini           | + 30 s          |
| 9e | Lisa Klein              | Allemagne   | Canyon-SRAM Racing      | + 30 s          |
| 10e | Chiara Consonni         | Italie      | Valcar Cylance          | + 30 s          |

| \| Classement général \| Classement général \| Classement général \| Classement général \| Classement général \| \| Coureuse \| Coureuse \| Pays \| Équipe \| Temps \| \| ------------------ \| ------------------- \| ------------------ \| -------------------------- \| ------------------ \| \| 1re \| Kirstie van Haaften \| Pays-Bas \| Health Mate-Ladies Team \| 5 h 15 min 31 s \| \| 2e \| Jelena Erić \| Serbie \| Alé Cipollini \| + 6 s \| \| 3e \| Amy Pieters \| Pays-Bas \| Boels Dolmans \| + 11 s \| \| 4e \| Rhona Callander \| Royaume-Uni \| Isorex \| + 12 s \| \| 5e \| Lisa Klein \| Allemagne \| Canyon-SRAM Racing \| + 14 s \| \| 6e \| Lorena Wiebes \| Pays-Bas \| Parkhotel Valkenburg \| + 20 s \| \| 7e \| Mieke Kröger \| Allemagne \| Virtu Cycling Women \| + 22 s \| \| 8e \| Letizia Paternoster \| Italie \| Trek-Segafredo \| + 22 s \| \| 9e \| Marlen Reusser \| Suisse \| Centre mondial du cyclisme \| + 23 s \| \| 10e \| Femke Markus \| Pays-Bas \| Parkhotel Valkenburg \| + 23 s \| |                     |             |                            |                 |
| |                     |             |                            |                 |
| |                     |             |                            |                 |
| Classement général |                     |             |                            |                 |
| Coureuse | Coureuse            | Pays        | Équipe                     | Temps           |
| 1re | Kirstie van Haaften | Pays-Bas    | Health Mate-Ladies Team    | 5 h 15 min 31 s |
| 2e | Jelena Erić         | Serbie      | Alé Cipollini              | + 6 s           |
| 3e | Amy Pieters         | Pays-Bas    | Boels Dolmans              | + 11 s          |
| 4e | Rhona Callander     | Royaume-Uni | Isorex                     | + 12 s          |
| 5e | Lisa Klein          | Allemagne   | Canyon-SRAM Racing         | + 14 s          |
| 6e | Lorena Wiebes       | Pays-Bas    | Parkhotel Valkenburg       | + 20 s          |
| 7e | Mieke Kröger        | Allemagne   | Virtu Cycling Women        | + 22 s          |
| 8e | Letizia Paternoster | Italie      | Trek-Segafredo             | + 22 s          |
| 9e | Marlen Reusser      | Suisse      | Centre mondial du cyclisme | + 23 s          |
| 10e | Femke Markus        | Pays-Bas    | Parkhotel Valkenburg       | + 23 s          |

### 2eétape secteur b
Lisa Klein remporte le contre-la-montre avec quinze secondes d'avance et reprend la tête du classement général.
| \| Classement de l'étape \| Classement de l'étape \| Classement de l'étape \| Classement de l'étape \| Classement de l'étape \| \| Coureuse \| Coureuse \| Pays \| Équipe \| Temps \| \| --------------------- \| --------------------- \| --------------------- \| -------------------------- \| --------------------- \| \| 1re \| Lisa Klein \| Allemagne \| Canyon-SRAM Racing \| 18 min 09 s \| \| 2e \| Marlen Reusser \| Suisse \| Centre mondial du cyclisme \| + 15 s \| \| 3e \| Amy Pieters \| Pays-Bas \| Boels Dolmans \| + 16 s \| \| 4e \| Mieke Kröger \| Allemagne \| Virtu Cycling Women \| + 21 s \| \| 5e \| Hannah Ludwig \| Allemagne \| Canyon-SRAM Racing \| + 34 s \| \| 6e \| Tanja Erath \| Allemagne \| Canyon-SRAM Racing \| + 38 s \| \| 7e \| Letizia Paternoster \| Italie \| Trek-Segafredo \| + 58 s \| \| 8e \| Christine Majerus \| Luxembourg \| Boels Dolmans \| + 1 min 05 s \| \| 9e \| Natalie van Gogh \| Pays-Bas \| Biehler Pro Cycling \| + 1 min 06 s \| \| 10e \| Louise Norman Hansen \| Royaume du Danemark \| Virtu Cycling Women \| + 1 min 09 s \| |                      |                     |                            |              |
| |                      |                     |                            |              |
| |                      |                     |                            |              |
| Classement de l'étape |                      |                     |                            |              |
| Coureuse | Coureuse             | Pays                | Équipe                     | Temps        |
| 1re | Lisa Klein           | Allemagne           | Canyon-SRAM Racing         | 18 min 09 s  |
| 2e | Marlen Reusser       | Suisse              | Centre mondial du cyclisme | + 15 s       |
| 3e | Amy Pieters          | Pays-Bas            | Boels Dolmans              | + 16 s       |
| 4e | Mieke Kröger         | Allemagne           | Virtu Cycling Women        | + 21 s       |
| 5e | Hannah Ludwig        | Allemagne           | Canyon-SRAM Racing         | + 34 s       |
| 6e | Tanja Erath          | Allemagne           | Canyon-SRAM Racing         | + 38 s       |
| 7e | Letizia Paternoster  | Italie              | Trek-Segafredo             | + 58 s       |
| 8e | Christine Majerus    | Luxembourg          | Boels Dolmans              | + 1 min 05 s |
| 9e | Natalie van Gogh     | Pays-Bas            | Biehler Pro Cycling        | + 1 min 06 s |
| 10e | Louise Norman Hansen | Royaume du Danemark | Virtu Cycling Women        | + 1 min 09 s |

| \| Classement général \| Classement général \| Classement général \| Classement général \| Classement général \| \| Coureuse \| Coureuse \| Pays \| Équipe \| Temps \| \| ------------------ \| -------------------- \| ------------------- \| -------------------------- \| ------------------ \| \| 1re \| Lisa Klein \| Allemagne \| Canyon-SRAM Racing \| 5 h 33 min 54 s \| \| 2e \| Amy Pieters \| Pays-Bas \| Boels Dolmans \| + 13 s \| \| 3e \| Marlen Reusser \| Suisse \| Centre mondial du cyclisme \| + 24 s \| \| 4e \| Mieke Kröger \| Allemagne \| Virtu Cycling Women \| + 29 s \| \| 5e \| Hannah Ludwig \| Allemagne \| Canyon-SRAM Racing \| + 52 s \| \| 6e \| Tanja Erath \| Allemagne \| Canyon-SRAM Racing \| + 55 s \| \| 7e \| Letizia Paternoster \| Italie \| Trek-Segafredo \| + 1 min 06 s \| \| 8e \| Christine Majerus \| Luxembourg \| Boels Dolmans \| + 1 min 22 s \| \| 9e \| Femke Markus \| Pays-Bas \| Parkhotel Valkenburg \| + 1 min 24 s \| \| 10e \| Louise Norman Hansen \| Royaume du Danemark \| Virtu Cycling Women \| + 1 min 25 s \| |                      |                     |                            |                 |
| |                      |                     |                            |                 |
| |                      |                     |                            |                 |
| Classement général |                      |                     |                            |                 |
| Coureuse | Coureuse             | Pays                | Équipe                     | Temps           |
| 1re | Lisa Klein           | Allemagne           | Canyon-SRAM Racing         | 5 h 33 min 54 s |
| 2e | Amy Pieters          | Pays-Bas            | Boels Dolmans              | + 13 s          |
| 3e | Marlen Reusser       | Suisse              | Centre mondial du cyclisme | + 24 s          |
| 4e | Mieke Kröger         | Allemagne           | Virtu Cycling Women        | + 29 s          |
| 5e | Hannah Ludwig        | Allemagne           | Canyon-SRAM Racing         | + 52 s          |
| 6e | Tanja Erath          | Allemagne           | Canyon-SRAM Racing         | + 55 s          |
| 7e | Letizia Paternoster  | Italie              | Trek-Segafredo             | + 1 min 06 s    |
| 8e | Christine Majerus    | Luxembourg          | Boels Dolmans              | + 1 min 22 s    |
| 9e | Femke Markus         | Pays-Bas            | Parkhotel Valkenburg       | + 1 min 24 s    |
| 10e | Louise Norman Hansen | Royaume du Danemark | Virtu Cycling Women        | + 1 min 25 s    |

### 3eétape
Lorena Wiebes remporte la dernière étape au sprint massif.
| \| Classement de l'étape \| Classement de l'étape \| Classement de l'étape \| Classement de l'étape \| Classement de l'étape \| \| Coureuse \| Coureuse \| Pays \| Équipe \| Temps \| \| --------------------- \| --------------------- \| --------------------- \| ------------------------- \| --------------------- \| \| 1re \| Lorena Wiebes \| Pays-Bas \| Parkhotel Valkenburg \| 2 h 46 min 15 s \| \| 2e \| Marta Bastianelli \| Italie \| Virtu Cycling Women \| + 0 s \| \| 3e \| Lonneke Uneken \| Pays-Bas \| Hitec Products-Birk Sport \| + 0 s \| \| 4e \| Amy Pieters \| Pays-Bas \| Boels Dolmans \| + 0 s \| \| 5e \| Chiara Consonni \| Italie \| Valcar Cylance \| + 0 s \| \| 6e \| Nguyễn Thị Thật \| Vietnam \| Lotto Soudal Ladies \| + 0 s \| \| 7e \| Kelly Druyts \| Belgique \| Doltcini-Van Eyck Sport \| + 0 s \| \| 8e \| Monique van de Ree \| Pays-Bas \| BTC City Ljubljana \| + 0 s \| \| 9e \| Mia Radotić \| Croatie \| BTC City Ljubljana \| + 0 s \| \| 10e \| Kathrin Schweinberger \| Autriche \| Health Mate-Ladies Team \| + 0 s \| |                       |          |                           |                 |
| |                       |          |                           |                 |
| |                       |          |                           |                 |
| Classement de l'étape |                       |          |                           |                 |
| Coureuse | Coureuse              | Pays     | Équipe                    | Temps           |
| 1re | Lorena Wiebes         | Pays-Bas | Parkhotel Valkenburg      | 2 h 46 min 15 s |
| 2e | Marta Bastianelli     | Italie   | Virtu Cycling Women       | + 0 s           |
| 3e | Lonneke Uneken        | Pays-Bas | Hitec Products-Birk Sport | + 0 s           |
| 4e | Amy Pieters           | Pays-Bas | Boels Dolmans             | + 0 s           |
| 5e | Chiara Consonni       | Italie   | Valcar Cylance            | + 0 s           |
| 6e | Nguyễn Thị Thật       | Vietnam  | Lotto Soudal Ladies       | + 0 s           |
| 7e | Kelly Druyts          | Belgique | Doltcini-Van Eyck Sport   | + 0 s           |
| 8e | Monique van de Ree    | Pays-Bas | BTC City Ljubljana        | + 0 s           |
| 9e | Mia Radotić           | Croatie  | BTC City Ljubljana        | + 0 s           |
| 10e | Kathrin Schweinberger | Autriche | Health Mate-Ladies Team   | + 0 s           |

## Classements finals

### Classement général final
| \| Classement général \| Classement général \| Classement général \| Classement général \| Classement général \| \| Coureuse \| Coureuse \| Pays \| Équipe \| Temps \| \| ------------------ \| ------------------- \| ------------------ \| -------------------------- \| ------------------ \| \| 1re \| Lisa Klein \| Allemagne \| Canyon-SRAM Racing \| 8 h 20 min 09 s \| \| 2e \| Amy Pieters \| Pays-Bas \| Boels Dolmans \| + 11 s \| \| 3e \| Marlen Reusser \| Suisse \| Centre mondial du cyclisme \| + 24 s \| \| 4e \| Mieke Kröger \| Allemagne \| Virtu Cycling Women \| + 29 s \| \| 5e \| Tanja Erath \| Allemagne \| Canyon-SRAM Racing \| + 52 s \| \| 6e \| Hannah Ludwig \| Allemagne \| Canyon-SRAM Racing \| + 52 s \| \| 7e \| Letizia Paternoster \| Italie \| Trek-Segafredo \| + 1 min 06 s \| \| 8e \| Lorena Wiebes \| Pays-Bas \| Parkhotel Valkenburg \| + 1 min 10 s \| \| 9e \| Christine Majerus \| Luxembourg \| Boels Dolmans \| + 1 min 22 s \| \| 10e \| Femke Markus \| Pays-Bas \| Parkhotel Valkenburg \| + 1 min 24 s \| |                     |            |                            |                 |
| |                     |            |                            |                 |
| |                     |            |                            |                 |
| Classement général |                     |            |                            |                 |
| Coureuse | Coureuse            | Pays       | Équipe                     | Temps           |
| 1re | Lisa Klein          | Allemagne  | Canyon-SRAM Racing         | 8 h 20 min 09 s |
| 2e | Amy Pieters         | Pays-Bas   | Boels Dolmans              | + 11 s          |
| 3e | Marlen Reusser      | Suisse     | Centre mondial du cyclisme | + 24 s          |
| 4e | Mieke Kröger        | Allemagne  | Virtu Cycling Women        | + 29 s          |
| 5e | Tanja Erath         | Allemagne  | Canyon-SRAM Racing         | + 52 s          |
| 6e | Hannah Ludwig       | Allemagne  | Canyon-SRAM Racing         | + 52 s          |
| 7e | Letizia Paternoster | Italie     | Trek-Segafredo             | + 1 min 06 s    |
| 8e | Lorena Wiebes       | Pays-Bas   | Parkhotel Valkenburg       | + 1 min 10 s    |
| 9e | Christine Majerus   | Luxembourg | Boels Dolmans              | + 1 min 22 s    |
| 10e | Femke Markus        | Pays-Bas   | Parkhotel Valkenburg       | + 1 min 24 s    |

### Points UCI
| Position           | 1er | 2e | 3e | 4e | 5e | 6e | 7e | 8e | 9e | 10e | 11e | 12e | 13e à 15e | 16e à 25e |
| Classement général | 125 | 85 | 70 | 60 | 50 | 40 | 35 | 30 | 25 | 20  | 15  | 10  | 5         | 3         |
| Par étape          | 16  | 12 | 8  | 6  | 5  | 4  | 3  | 2  |    |     |     |     |           |           |
| Leader, par étape  | 3   |    |    |    |    |    |    |    |    |     |     |     |           |           |

### Classements annexes

#### Classement par points
| Classement par points | Classement par points | Classement par points | Classement par points   | Classement par points |
| Coureuse              | Coureuse              | Pays                  | Équipe                  | Points                |
| --------------------- | --------------------- | --------------------- | ----------------------- | --------------------- |
| 1re                   | Lorena Wiebes         | Pays-Bas              | Parkhotel Valkenburg    | 30 pts                |
| 2e                    | Lisa Klein            | Allemagne             | Canyon-SRAM Racing      | 23 pts                |
| 3e                    | Marta Bastianelli     | Italie                | Virtu Cycling Women     | 23 pts                |
| 4e                    | Jelena Erić           | Serbie                | Alé Cipollini           | 20 pts                |
| 5e                    | Christina Siggaard    | Danemark              | Virtu Cycling Women     | 20 pts                |
| 6e                    | Amy Pieters           | Pays-Bas              | Boels Dolmans           | 18 pts                |
| 7e                    | Letizia Paternoster   | Italie                | Trek-Segafredo          | 18 pts                |
| 8e                    | Kirstie van Haaften   | Pays-Bas              | Health Mate-Ladies Team | 17 pts                |
| 9e                    | Claudia Koster        | Pays-Bas              | WNT-Rotor Pro Cycling   | 15 pts                |
| 10e                   | Monique van de Ree    | Pays-Bas              | BTC City Ljubljana      | 13 pts                |

#### Classement de la meilleure jeune
| Classement du meilleur jeune | Classement du meilleur jeune | Classement du meilleur jeune | Classement du meilleur jeune       | Classement du meilleur jeune |
| Coureuse                     | Coureuse                     | Pays                         | Équipe                             | Temps                        |
| ---------------------------- | ---------------------------- | ---------------------------- | ---------------------------------- | ---------------------------- |
| 1re                          | Hannah Ludwig                | Allemagne                    | Canyon-SRAM Racing                 | 8 h 21 min 01 s              |
| 2e                           | Letizia Paternoster          | Italie                       | Trek-Segafredo                     | + 14 s                       |
| 3e                           | Lorena Wiebes                | Pays-Bas                     | Parkhotel Valkenburg               | + 18 s                       |
| 4e                           | Vittoria Guazzini            | Italie                       | Valcar Cylance                     | + 41 s                       |
| 5e                           | Kirstie van Haaften          | Pays-Bas                     | Health Mate-Ladies Team            | + 46 s                       |
| 6e                           | Karlijn Swinkels             | Pays-Bas                     | Alé Cipollini                      | + 1 min 18 s                 |
| 7e                           | Britt Knaven                 | Belgique                     | Rogelli-Gyproc                     | + 1 min 20 s                 |
| 8e                           | Maëlle Grossetête            | France                       | FDJ-Nouvelle Aquitaine-Futuroscope | + 1 min 23 s                 |
| 9e                           | Lea Lin Teutenberg           | Allemagne                    | WNT-Rotor Pro Cycling              | + 1 min 25 s                 |
| 10e                          | Skylar Schneider             | États-Unis                   | Boels Dolmans                      | + 1 min 26 s                 |

#### Classement des sprints
| Classement des sprints | Classement des sprints | Classement des sprints | Classement des sprints | Classement des sprints |
| Coureuse               | Coureuse               | Pays                   | Équipe                 | Points                 |
| ---------------------- | ---------------------- | ---------------------- | ---------------------- | ---------------------- |

## Évolution des classements
| Étape              |                             | Vainqueur _        | Classement général  | Classement par points | Meilleure sprinteuse | Meilleure jeune     |
| ------------------ | --------------------------- | ------------------ | ------------------- | --------------------- | -------------------- | ------------------- |
| Prologue           | prologue                    | Lisa Klein         | Lisa Klein          | Lisa Klein            | non attribué         | Lorena Wiebes       |
| 1re étape          | étape de plaine             | Christina Siggaard | Amy Pieters         | Christina Siggaard    | Amy Pieters          | Letizia Paternoster |
| 2e a étape         | étape de plaine             | Jelena Erić        | Kirstie van Haaften | Jelena Erić           | Lorena Wiebes        | Kirstie van Haaften |
| 2e b étape         | contre-la-montre individuel | Lisa Klein         | Lisa Klein          | Lisa Klein            | Lorena Wiebes        | Hannah Ludwig       |
| 3e étape           | étape de plaine             | Lorena Wiebes      | Lisa Klein          | Lorena Wiebes         | Lorena Wiebes        | Hannah Ludwig       |
| Classements finals | Classements finals          |                    | Lisa Klein          | Lorena Wiebes         | Lorena Wiebes        | Hannah Ludwig       |

## Liste des participantes
| Canyon-SRAM Racing CSR | Canyon-SRAM Racing CSR          | Canyon-SRAM Racing CSR |
| ---------------------- | ------------------------------- | ---------------------- |
| Num                    | Coureuse                        | Pos                    |
| 1                      | Lisa Klein (GER) (chrono)       | 1re                    |
| 2                      | Tanja Erath (GER)               | 5e                     |
| 3                      | Christa Riffel (GER)            | NP-2a                  |
| 4                      | Hannah Ludwig (GER)             | 1re                    |
| 5                      | Ella Harris (NZL)               | AB-2a                  |
| 6                      | Rotem Gafinovitz (ISR) (chrono) | 17e                    |

| Trek-Segafredo TFS | Trek-Segafredo TFS            | Trek-Segafredo TFS |
| ------------------ | ----------------------------- | ------------------ |
| Num                | Coureuse                      | Pos                |
| 11                 | Lauretta Hanson (AUS)         | 15e                |
| 13                 | Trixi Worrack (GER)           | AB-3               |
| 14                 | Letizia Paternoster (ITA)     | 7e                 |
| 15                 | Abigail Van Twisk (GBR)       | 42e                |
| 16                 | Ellen van Dijk (NED) (chrono) | NP-1               |

| Boels Dolmans DLT | Boels Dolmans DLT                         | Boels Dolmans DLT |
| ----------------- | ----------------------------------------- | ----------------- |
| Num               | Coureuse                                  | Pos               |
| 21                | Jolien D'Hoore (BEL)                      | NP-2a             |
| 22                | Jip van den Bos (NED)                     | AB-3              |
| 24                | Amy Pieters (NED)                         | 2e                |
| 25                | Skylar Schneider (USA)                    | 35e               |
| 26                | Christine Majerus (LUX) (route et chrono) | 9e                |

| BTC City Ljubljana BTC | BTC City Ljubljana BTC     | BTC City Ljubljana BTC |
| ---------------------- | -------------------------- | ---------------------- |
| Num                    | Coureuse                   | Pos                    |
| 31                     | Hayley Simmonds (GBR)      | AB-2a                  |
| 32                     | Urška Bravec (SLO)         | 85e                    |
| 33                     | Mia Radotić (CRO) (chrono) | 61e                    |
| 34                     | Maaike Boogaard (NED)      | NP-2b                  |
| 35                     | Monique van de Ree (NED)   | 56e                    |

| Valcar Cylance VAL | Valcar Cylance VAL      | Valcar Cylance VAL |
| ------------------ | ----------------------- | ------------------ |
| Num                | Coureuse                | Pos                |
| 41                 | Chiara Consonni (ITA)   | 64e                |
| 42                 | Vittoria Guazzini (ITA) | 13e                |
| 43                 | Silvia Persico (ITA)    | AB-3               |
| 44                 | Silvia Pollicini (ITA)  | 79e                |
| 45                 | Ilaria Sanguineti (ITA) | 82e                |
| 46                 | Alessia Vigilia (ITA)   | 67e                |

| Rally Cycling RLW | Rally Cycling RLW     | Rally Cycling RLW |
| ----------------- | --------------------- | ----------------- |
| Num               | Coureuse              | Pos               |
| 51                | Erica Allar (USA)     | 71e               |
| 52                | Katherine Maine (CAN) | 76e               |
| 53                | Gillian Ellsay (CAN)  | AB-2a             |
| 54                | Heidi Franz (USA)     | 19e               |
| 55                | Summer Moak (USA)     | AB-3              |

| FDJ-Nouvelle Aquitaine-Futuroscope FDJ | FDJ-Nouvelle Aquitaine-Futuroscope FDJ | FDJ-Nouvelle Aquitaine-Futuroscope FDJ |
| -------------------------------------- | -------------------------------------- | -------------------------------------- |
| Num                                    | Coureuse                               | Pos                                    |
| 61                                     | Charlotte Bravard (FRA)                | AB-2a                                  |
| 62                                     | Coralie Demay (FRA)                    | 72e                                    |
| 63                                     | Maëlle Grossetête (FRA)                | 33e                                    |
| 64                                     | Lauren Kitchen (AUS)                   | 50e                                    |
| 65                                     | Marie Le Net (FRA)                     | NP-2a                                  |
| 66                                     | Greta Richioud (FRA)                   | AB-2a                                  |

| Biehler Pro Cycling BPC | Biehler Pro Cycling BPC  | Biehler Pro Cycling BPC |
| ----------------------- | ------------------------ | ----------------------- |
| Num                     | Coureuse                 | Pos                     |
| 71                      | Natalie van Gogh (NED)   | 12e                     |
| 72                      | Merel Hofman (NED)       | 75e                     |
| 73                      | Melanie Klement (NED)    | AB-3                    |
| 74                      | Teuntje Beekhuis (NED)   | 25e                     |
| 75                      | Henrietta Colborne (GBR) | 70e                     |
| 76                      | Quinty Ton (NED)         | AB-1                    |

| Alé Cipollini ALE | Alé Cipollini ALE                   | Alé Cipollini ALE |
| ----------------- | ----------------------------------- | ----------------- |
| Num               | Coureuse                            | Pos               |
| 81                | Diana Peñuela (COL)                 | 80e               |
| 82                | Romy Kasper (GER)                   | 27e               |
| 83                | Jelena Erić (SRB) (route et chrono) | 36e               |
| 84                | Karlijn Swinkels (NED)              | 29e               |
| 85                | Marjolein van 't Geloof (NED)       | 23e               |

| Doltcini-Van Eyck Sport DVE | Doltcini-Van Eyck Sport DVE | Doltcini-Van Eyck Sport DVE |
| --------------------------- | --------------------------- | --------------------------- |
| Num                         | Coureuse                    | Pos                         |
| 91                          | Kelly Druyts (BEL)          | 51e                         |
| 92                          | Lenny Druyts (BEL)          | AB-2a                       |
| 93                          | Saartje Vandenbroucke (BEL) | 74e                         |

| Sans équipe ___ | Sans équipe ___    | Sans équipe ___ |
| --------------- | ------------------ | --------------- |
| Num             | Coureuse           | Pos             |
| 94              | Kelly Markus (NED) | 96e             |

| Doltcini-Van Eyck Sport DVE | Doltcini-Van Eyck Sport DVE | Doltcini-Van Eyck Sport DVE |
| --------------------------- | --------------------------- | --------------------------- |
| Num                         | Coureuse                    | Pos                         |
| 95                          | Kim de Baat (BEL)           | NP-3                        |
| 96                          | Bryony van Velzen (NED)     | NP-2b                       |

| Lotto Soudal Ladies LSL | Lotto Soudal Ladies LSL | Lotto Soudal Ladies LSL |
| ----------------------- | ----------------------- | ----------------------- |
| Num                     | Coureuse                | Pos                     |
| 101                     | Alana Castrique (BEL)   | 38e                     |
| 102                     | Nguyễn Thị Thật (VIE)   | 44e                     |
| 103                     | Chantal Hoffmann (LUX)  | 59e                     |
| 104                     | Puck Moonen (NED)       | 86e                     |
| 105                     | Danique Braam (NED)     | 16e                     |

| Parkhotel Valkenburg PHV | Parkhotel Valkenburg PHV     | Parkhotel Valkenburg PHV |
| ------------------------ | ---------------------------- | ------------------------ |
| Num                      | Coureuse                     | Pos                      |
| 111                      | Lorena Wiebes (NED) (route)  | 8e                       |
| 112                      | Loes Adegeest (NED)          | AB-3                     |
| 113                      | Fleur Nagengast (NED)        | 37e                      |
| 114                      | Meike Uiterwijk Winkel (NED) | AB-3                     |
| 115                      | Ann-Sophie Duyck (BEL)       | 24e                      |
| 116                      | Femke Markus (NED)           | 10e                      |

| Virtu Cycling Women TVC | Virtu Cycling Women TVC         | Virtu Cycling Women TVC |
| ----------------------- | ------------------------------- | ----------------------- |
| Num                     | Coureuse                        | Pos                     |
| 121                     | Christina Siggaard (DEN)        | 40e                     |
| 122                     | Marta Bastianelli (ITA) (route) | 31e                     |
| 123                     | Louise Norman Hansen (chrono)   | 11e                     |
| 124                     | Barbara Guarischi (ITA)         | AB-2a                   |
| 125                     | Mieke Kröger (GER)              | 4e                      |
| 126                     | Emilie Moberg (NOR)             | 21e                     |

| WNT-Rotor Pro Cycling WNT | WNT-Rotor Pro Cycling WNT     | WNT-Rotor Pro Cycling WNT |
| ------------------------- | ----------------------------- | ------------------------- |
| Num                       | Coureuse                      | Pos                       |
| 131                       | Gabrielle Pilote Fortin (CAN) | 41e                       |
| 133                       | Claudia Koster (NED)          | 28e                       |
| 135                       | Sarah Rijkes (AUT)            | 53e                       |
| 136                       | Lea Lin Teutenberg (GER)      | 34e                       |

| Hitec Products-Birk Sport HPU | Hitec Products-Birk Sport HPU  | Hitec Products-Birk Sport HPU |
| ----------------------------- | ------------------------------ | ----------------------------- |
| Num                           | Coureuse                       | Pos                           |
| 141                           | Lonneke Uneken (NED)           | 58e                           |
| 142                           | Lucy van der Haar (GBR)        | 89e                           |
| 143                           | Chanella Stougje (NED)         | NP-2a                         |
| 144                           | Grace Garner (GBR)             | AB-3                          |
| 145                           | Pernille Larsen Feldmann (NOR) | AB-3                          |
| 146                           | Julie Meyer Solvang (NOR)      | 49e                           |

| Health Mate-Ladies Team HMT | Health Mate-Ladies Team HMT   | Health Mate-Ladies Team HMT |
| --------------------------- | ----------------------------- | --------------------------- |
| Num                         | Coureuse                      | Pos                         |
| 151                         | Kirstie van Haaften (NED)     | 14e                         |
| 152                         | Kathrin Schweinberger (AUT)   | 32e                         |
| 153                         | Laura Süßemilch (GER)         | NP-2a                       |
| 154                         | Fien Delbaere (BEL)           | 81e                         |
| 155                         | Christina Schweinberger (AUT) | 88e                         |
| 156                         | Lara Defour (BEL)             | 92e                         |

| Centre mondial du cyclisme WCC | Centre mondial du cyclisme WCC         | Centre mondial du cyclisme WCC |
| ------------------------------ | -------------------------------------- | ------------------------------ |
| Num                            | Coureuse                               | Pos                            |
| 161                            | Teniel Campbell (TTO)                  | AB-2a                          |
| 162                            | Agua Marina Espínola (PAR)             | AB-3                           |
| 163                            | Eyeru Tesfoam Gebru (ETH)              | 77e                            |
| 164                            | Anabel Yapura (ARG)                    | AB-3                           |
| 165                            | Marlen Reusser (SUI) (route et chrono) | 3e                             |
| 166                            | Alice Sharpe (IRL) (route)             | 84e                            |

| France FRA | France FRA        | France FRA |
| ---------- | ----------------- | ---------- |
| Num        | Coureuse          | Pos        |
| 171        | Roxane Fournier   | 43e        |
| 172        | Lucie Jounier     | 65e        |
| 173        | Typhaine Laurance | 83e        |
| 174        | Célia Le Mouël    | 91e        |
| 175        | Manon Minaud      | 97e        |
| 176        | Gladys Verhulst   | 94e        |

| Belgique BEL | Belgique BEL      | Belgique BEL |
| ------------ | ----------------- | ------------ |
| Num          | Coureuse          | Pos          |
| 181          | Sanne Cant        | 22e          |
| 182          | Loes Sels         | 60e          |
| 183          | Marthe Truyen     | 52e          |
| 184          | Ellen Van Loy     | 26e          |
| 185          | Laura Verdonschot | 69e          |
| 186          | Jinse Peeters     | AB-1         |

| Australie AUS | Australie AUS            | Australie AUS |
| ------------- | ------------------------ | ------------- |
| Num           | Coureuse                 | Pos           |
| 191           | Sarah Gigante (route)    | AB-3          |
| 192           | Josie Talbot             | 55e           |
| 193           | Ruby Roseman-Gannon      | 48e           |
| 194           | Anya Louw                | AB-3          |
| 195           | Alexandra Martin-Wallace | 90e           |
| 196           | Sophie Edwards           | 95e           |

| Espagne ESP | Espagne ESP              | Espagne ESP |
| ----------- | ------------------------ | ----------- |
| Num         | Coureuse                 | Pos         |
| 201         | Lourdes Oyarbide (route) | 73e         |
| 202         | Alba Teruel              | 45e         |
| 203         | Eukene Larrarte          | NP-2b       |
| 204         | Alicia González          | 46e         |
| 205         | Irene Mendez Melgarejo   | NP-2a       |
| 206         | Yurani Blanco            | 93e         |

| Jos Feron Lady Force ___ | Jos Feron Lady Force ___    | Jos Feron Lady Force ___ |
| ------------------------ | --------------------------- | ------------------------ |
| Num                      | Coureuse                    | Pos                      |
| 211                      | Céline van Houtum (NED)     | 66e                      |
| 212                      | Marieke de Groot (NED)      | 20e                      |
| 213                      | Kaat Hannes (BEL)           | NP-2a                    |
| 214                      | Nathalie Verschelden (BEL)  | 78e                      |
| 215                      | Nancy van der Burg (NED)    | AB-2a                    |
| 216                      | Hannah Gruber-Stadler (AUT) | AB-2a                    |

| Experza-Footlogix ___ | Experza-Footlogix ___ | Experza-Footlogix ___ |
| --------------------- | --------------------- | --------------------- |
| Num                   | Coureuse              | Pos                   |
| 222                   | Trine Holmsgaard      | AB-3                  |

| Experza-Footlogix ___ | Experza-Footlogix ___ | Experza-Footlogix ___ |
| --------------------- | --------------------- | --------------------- |
| Num                   | Coureuse              | Pos                   |
| 223                   | Alicia Franck (BEL)   | 57e                   |

| Sans équipe ___ | Sans équipe ___    | Sans équipe ___ |
| --------------- | ------------------ | --------------- |
| Num             | Coureuse           | Pos             |
| 224             | Anna Kay (GBR)     | 87e             |
| 225             | Manon Bakker (NED) | AB-3            |

| Isorex DDG | Isorex DDG             | Isorex DDG |
| ---------- | ---------------------- | ---------- |
| Num        | Coureuse               | Pos        |
| 231        | Emily Meakin (GBR)     | AB-3       |
| 232        | Antonia Gröndahl (FIN) | 54e        |
| 233        | Nicola Juniper (GBR)   | 18e        |
| 234        | Rhona Callander (GBR)  | 39e        |
| 235        | Isabella Stone (GBR)   | AB-3       |
| 236        | Kerry Jonker (RSA)     | AB-3       |

| Rogelli-Gyproc ___ | Rogelli-Gyproc ___         | Rogelli-Gyproc ___ |
| ------------------ | -------------------------- | ------------------ |
| Num                | Coureuse                   | Pos                |
| 241                | Rozemarijn Ammerlaan (NED) | 62e                |
| 242                | Shari Bossuyt (BEL)        | 63e                |
| 243                | Ingrit Verhoeff (NED)      | 68e                |
| 244                | Eva Jonkers (NED)          | AB-2a              |
| 245                | Britt Knaven (BEL)         | 30e                |
| 246                | Cathalijne Hoolwerf (NED)  | 47e                |

| Canyon-SRAM Racing CSR | Canyon-SRAM Racing CSR          | Canyon-SRAM Racing CSR |
| ---------------------- | ------------------------------- | ---------------------- |
| Num                    | Coureuse                        | Pos                    |
| 1                      | Lisa Klein (GER) (chrono)       | 1re                    |
| 2                      | Tanja Erath (GER)               | 5e                     |
| 3                      | Christa Riffel (GER)            | NP-2a                  |
| 4                      | Hannah Ludwig (GER)             | 1re                    |
| 5                      | Ella Harris (NZL)               | AB-2a                  |
| 6                      | Rotem Gafinovitz (ISR) (chrono) | 17e                    |

| Trek-Segafredo TFS | Trek-Segafredo TFS            | Trek-Segafredo TFS |
| ------------------ | ----------------------------- | ------------------ |
| Num                | Coureuse                      | Pos                |
| 11                 | Lauretta Hanson (AUS)         | 15e                |
| 13                 | Trixi Worrack (GER)           | AB-3               |
| 14                 | Letizia Paternoster (ITA)     | 7e                 |
| 15                 | Abigail Van Twisk (GBR)       | 42e                |
| 16                 | Ellen van Dijk (NED) (chrono) | NP-1               |

| Boels Dolmans DLT | Boels Dolmans DLT                         | Boels Dolmans DLT |
| ----------------- | ----------------------------------------- | ----------------- |
| Num               | Coureuse                                  | Pos               |
| 21                | Jolien D'Hoore (BEL)                      | NP-2a             |
| 22                | Jip van den Bos (NED)                     | AB-3              |
| 24                | Amy Pieters (NED)                         | 2e                |
| 25                | Skylar Schneider (USA)                    | 35e               |
| 26                | Christine Majerus (LUX) (route et chrono) | 9e                |

| BTC City Ljubljana BTC | BTC City Ljubljana BTC     | BTC City Ljubljana BTC |
| ---------------------- | -------------------------- | ---------------------- |
| Num                    | Coureuse                   | Pos                    |
| 31                     | Hayley Simmonds (GBR)      | AB-2a                  |
| 32                     | Urška Bravec (SLO)         | 85e                    |
| 33                     | Mia Radotić (CRO) (chrono) | 61e                    |
| 34                     | Maaike Boogaard (NED)      | NP-2b                  |
| 35                     | Monique van de Ree (NED)   | 56e                    |

| Valcar Cylance VAL | Valcar Cylance VAL      | Valcar Cylance VAL |
| ------------------ | ----------------------- | ------------------ |
| Num                | Coureuse                | Pos                |
| 41                 | Chiara Consonni (ITA)   | 64e                |
| 42                 | Vittoria Guazzini (ITA) | 13e                |
| 43                 | Silvia Persico (ITA)    | AB-3               |
| 44                 | Silvia Pollicini (ITA)  | 79e                |
| 45                 | Ilaria Sanguineti (ITA) | 82e                |
| 46                 | Alessia Vigilia (ITA)   | 67e                |

| Rally Cycling RLW | Rally Cycling RLW     | Rally Cycling RLW |
| ----------------- | --------------------- | ----------------- |
| Num               | Coureuse              | Pos               |
| 51                | Erica Allar (USA)     | 71e               |
| 52                | Katherine Maine (CAN) | 76e               |
| 53                | Gillian Ellsay (CAN)  | AB-2a             |
| 54                | Heidi Franz (USA)     | 19e               |
| 55                | Summer Moak (USA)     | AB-3              |

| FDJ-Nouvelle Aquitaine-Futuroscope FDJ | FDJ-Nouvelle Aquitaine-Futuroscope FDJ | FDJ-Nouvelle Aquitaine-Futuroscope FDJ |
| -------------------------------------- | -------------------------------------- | -------------------------------------- |
| Num                                    | Coureuse                               | Pos                                    |
| 61                                     | Charlotte Bravard (FRA)                | AB-2a                                  |
| 62                                     | Coralie Demay (FRA)                    | 72e                                    |
| 63                                     | Maëlle Grossetête (FRA)                | 33e                                    |
| 64                                     | Lauren Kitchen (AUS)                   | 50e                                    |
| 65                                     | Marie Le Net (FRA)                     | NP-2a                                  |
| 66                                     | Greta Richioud (FRA)                   | AB-2a                                  |

| Biehler Pro Cycling BPC | Biehler Pro Cycling BPC  | Biehler Pro Cycling BPC |
| ----------------------- | ------------------------ | ----------------------- |
| Num                     | Coureuse                 | Pos                     |
| 71                      | Natalie van Gogh (NED)   | 12e                     |
| 72                      | Merel Hofman (NED)       | 75e                     |
| 73                      | Melanie Klement (NED)    | AB-3                    |
| 74                      | Teuntje Beekhuis (NED)   | 25e                     |
| 75                      | Henrietta Colborne (GBR) | 70e                     |
| 76                      | Quinty Ton (NED)         | AB-1                    |

| Alé Cipollini ALE | Alé Cipollini ALE                   | Alé Cipollini ALE |
| ----------------- | ----------------------------------- | ----------------- |
| Num               | Coureuse                            | Pos               |
| 81                | Diana Peñuela (COL)                 | 80e               |
| 82                | Romy Kasper (GER)                   | 27e               |
| 83                | Jelena Erić (SRB) (route et chrono) | 36e               |
| 84                | Karlijn Swinkels (NED)              | 29e               |
| 85                | Marjolein van 't Geloof (NED)       | 23e               |

| Doltcini-Van Eyck Sport DVE | Doltcini-Van Eyck Sport DVE | Doltcini-Van Eyck Sport DVE |
| --------------------------- | --------------------------- | --------------------------- |
| Num                         | Coureuse                    | Pos                         |
| 91                          | Kelly Druyts (BEL)          | 51e                         |
| 92                          | Lenny Druyts (BEL)          | AB-2a                       |
| 93                          | Saartje Vandenbroucke (BEL) | 74e                         |

| Sans équipe ___ | Sans équipe ___    | Sans équipe ___ |
| --------------- | ------------------ | --------------- |
| Num             | Coureuse           | Pos             |
| 94              | Kelly Markus (NED) | 96e             |

| Doltcini-Van Eyck Sport DVE | Doltcini-Van Eyck Sport DVE | Doltcini-Van Eyck Sport DVE |
| --------------------------- | --------------------------- | --------------------------- |
| Num                         | Coureuse                    | Pos                         |
| 95                          | Kim de Baat (BEL)           | NP-3                        |
| 96                          | Bryony van Velzen (NED)     | NP-2b                       |

| Lotto Soudal Ladies LSL | Lotto Soudal Ladies LSL | Lotto Soudal Ladies LSL |
| ----------------------- | ----------------------- | ----------------------- |
| Num                     | Coureuse                | Pos                     |
| 101                     | Alana Castrique (BEL)   | 38e                     |
| 102                     | Nguyễn Thị Thật (VIE)   | 44e                     |
| 103                     | Chantal Hoffmann (LUX)  | 59e                     |
| 104                     | Puck Moonen (NED)       | 86e                     |
| 105                     | Danique Braam (NED)     | 16e                     |

| Parkhotel Valkenburg PHV | Parkhotel Valkenburg PHV     | Parkhotel Valkenburg PHV |
| ------------------------ | ---------------------------- | ------------------------ |
| Num                      | Coureuse                     | Pos                      |
| 111                      | Lorena Wiebes (NED) (route)  | 8e                       |
| 112                      | Loes Adegeest (NED)          | AB-3                     |
| 113                      | Fleur Nagengast (NED)        | 37e                      |
| 114                      | Meike Uiterwijk Winkel (NED) | AB-3                     |
| 115                      | Ann-Sophie Duyck (BEL)       | 24e                      |
| 116                      | Femke Markus (NED)           | 10e                      |

| Virtu Cycling Women TVC | Virtu Cycling Women TVC         | Virtu Cycling Women TVC |
| ----------------------- | ------------------------------- | ----------------------- |
| Num                     | Coureuse                        | Pos                     |
| 121                     | Christina Siggaard (DEN)        | 40e                     |
| 122                     | Marta Bastianelli (ITA) (route) | 31e                     |
| 123                     | Louise Norman Hansen (chrono)   | 11e                     |
| 124                     | Barbara Guarischi (ITA)         | AB-2a                   |
| 125                     | Mieke Kröger (GER)              | 4e                      |
| 126                     | Emilie Moberg (NOR)             | 21e                     |

| WNT-Rotor Pro Cycling WNT | WNT-Rotor Pro Cycling WNT     | WNT-Rotor Pro Cycling WNT |
| ------------------------- | ----------------------------- | ------------------------- |
| Num                       | Coureuse                      | Pos                       |
| 131                       | Gabrielle Pilote Fortin (CAN) | 41e                       |
| 133                       | Claudia Koster (NED)          | 28e                       |
| 135                       | Sarah Rijkes (AUT)            | 53e                       |
| 136                       | Lea Lin Teutenberg (GER)      | 34e                       |

| Hitec Products-Birk Sport HPU | Hitec Products-Birk Sport HPU  | Hitec Products-Birk Sport HPU |
| ----------------------------- | ------------------------------ | ----------------------------- |
| Num                           | Coureuse                       | Pos                           |
| 141                           | Lonneke Uneken (NED)           | 58e                           |
| 142                           | Lucy van der Haar (GBR)        | 89e                           |
| 143                           | Chanella Stougje (NED)         | NP-2a                         |
| 144                           | Grace Garner (GBR)             | AB-3                          |
| 145                           | Pernille Larsen Feldmann (NOR) | AB-3                          |
| 146                           | Julie Meyer Solvang (NOR)      | 49e                           |

| Health Mate-Ladies Team HMT | Health Mate-Ladies Team HMT   | Health Mate-Ladies Team HMT |
| --------------------------- | ----------------------------- | --------------------------- |
| Num                         | Coureuse                      | Pos                         |
| 151                         | Kirstie van Haaften (NED)     | 14e                         |
| 152                         | Kathrin Schweinberger (AUT)   | 32e                         |
| 153                         | Laura Süßemilch (GER)         | NP-2a                       |
| 154                         | Fien Delbaere (BEL)           | 81e                         |
| 155                         | Christina Schweinberger (AUT) | 88e                         |
| 156                         | Lara Defour (BEL)             | 92e                         |

| Centre mondial du cyclisme WCC | Centre mondial du cyclisme WCC         | Centre mondial du cyclisme WCC |
| ------------------------------ | -------------------------------------- | ------------------------------ |
| Num                            | Coureuse                               | Pos                            |
| 161                            | Teniel Campbell (TTO)                  | AB-2a                          |
| 162                            | Agua Marina Espínola (PAR)             | AB-3                           |
| 163                            | Eyeru Tesfoam Gebru (ETH)              | 77e                            |
| 164                            | Anabel Yapura (ARG)                    | AB-3                           |
| 165                            | Marlen Reusser (SUI) (route et chrono) | 3e                             |
| 166                            | Alice Sharpe (IRL) (route)             | 84e                            |

| France FRA | France FRA        | France FRA |
| ---------- | ----------------- | ---------- |
| Num        | Coureuse          | Pos        |
| 171        | Roxane Fournier   | 43e        |
| 172        | Lucie Jounier     | 65e        |
| 173        | Typhaine Laurance | 83e        |
| 174        | Célia Le Mouël    | 91e        |
| 175        | Manon Minaud      | 97e        |
| 176        | Gladys Verhulst   | 94e        |

| Belgique BEL | Belgique BEL      | Belgique BEL |
| ------------ | ----------------- | ------------ |
| Num          | Coureuse          | Pos          |
| 181          | Sanne Cant        | 22e          |
| 182          | Loes Sels         | 60e          |
| 183          | Marthe Truyen     | 52e          |
| 184          | Ellen Van Loy     | 26e          |
| 185          | Laura Verdonschot | 69e          |
| 186          | Jinse Peeters     | AB-1         |

| Australie AUS | Australie AUS            | Australie AUS |
| ------------- | ------------------------ | ------------- |
| Num           | Coureuse                 | Pos           |
| 191           | Sarah Gigante (route)    | AB-3          |
| 192           | Josie Talbot             | 55e           |
| 193           | Ruby Roseman-Gannon      | 48e           |
| 194           | Anya Louw                | AB-3          |
| 195           | Alexandra Martin-Wallace | 90e           |
| 196           | Sophie Edwards           | 95e           |

| Espagne ESP | Espagne ESP              | Espagne ESP |
| ----------- | ------------------------ | ----------- |
| Num         | Coureuse                 | Pos         |
| 201         | Lourdes Oyarbide (route) | 73e         |
| 202         | Alba Teruel              | 45e         |
| 203         | Eukene Larrarte          | NP-2b       |
| 204         | Alicia González          | 46e         |
| 205         | Irene Mendez Melgarejo   | NP-2a       |
| 206         | Yurani Blanco            | 93e         |

| Jos Feron Lady Force ___ | Jos Feron Lady Force ___    | Jos Feron Lady Force ___ |
| ------------------------ | --------------------------- | ------------------------ |
| Num                      | Coureuse                    | Pos                      |
| 211                      | Céline van Houtum (NED)     | 66e                      |
| 212                      | Marieke de Groot (NED)      | 20e                      |
| 213                      | Kaat Hannes (BEL)           | NP-2a                    |
| 214                      | Nathalie Verschelden (BEL)  | 78e                      |
| 215                      | Nancy van der Burg (NED)    | AB-2a                    |
| 216                      | Hannah Gruber-Stadler (AUT) | AB-2a                    |

| Experza-Footlogix ___ | Experza-Footlogix ___ | Experza-Footlogix ___ |
| --------------------- | --------------------- | --------------------- |
| Num                   | Coureuse              | Pos                   |
| 222                   | Trine Holmsgaard      | AB-3                  |

| Experza-Footlogix ___ | Experza-Footlogix ___ | Experza-Footlogix ___ |
| --------------------- | --------------------- | --------------------- |
| Num                   | Coureuse              | Pos                   |
| 223                   | Alicia Franck (BEL)   | 57e                   |

| Sans équipe ___ | Sans équipe ___    | Sans équipe ___ |
| --------------- | ------------------ | --------------- |
| Num             | Coureuse           | Pos             |
| 224             | Anna Kay (GBR)     | 87e             |
| 225             | Manon Bakker (NED) | AB-3            |

| Isorex DDG | Isorex DDG             | Isorex DDG |
| ---------- | ---------------------- | ---------- |
| Num        | Coureuse               | Pos        |
| 231        | Emily Meakin (GBR)     | AB-3       |
| 232        | Antonia Gröndahl (FIN) | 54e        |
| 233        | Nicola Juniper (GBR)   | 18e        |
| 234        | Rhona Callander (GBR)  | 39e        |
| 235        | Isabella Stone (GBR)   | AB-3       |
| 236        | Kerry Jonker (RSA)     | AB-3       |

| Rogelli-Gyproc ___ | Rogelli-Gyproc ___         | Rogelli-Gyproc ___ |
| ------------------ | -------------------------- | ------------------ |
| Num                | Coureuse                   | Pos                |
| 241                | Rozemarijn Ammerlaan (NED) | 62e                |
| 242                | Shari Bossuyt (BEL)        | 63e                |
| 243                | Ingrit Verhoeff (NED)      | 68e                |
| 244                | Eva Jonkers (NED)          | AB-2a              |
| 245                | Britt Knaven (BEL)         | 30e                |
| 246                | Cathalijne Hoolwerf (NED)  | 47e                |

## Organisation et règlement

### Comité d'organisation
La course est organisée par l'association GLS Sportadviesbureau basée à Saint-Denis-Westrem. Le directeur de course est Joerie Devreese.

### Règlement de la course

#### Délais
Lors d'une course cycliste, les coureurs sont tenus d'arriver dans un laps de temps imparti à la suite du premier pour pouvoir être classés. Les délais prévus sont de 7 % pour la première étape, 5 % pour l'étape 2 secteur a, 50 % pour le contre-la-montre et 5 % pour la dernière étape. La règle des trois kilomètres s'applique conformément au règlement UCI.

#### Classements et bonifications
Le classement général individuel au temps est calculé par le cumul des temps enregistrés dans chacune des étapes parcourues. Des bonifications et d'éventuelles pénalisations sont incluses dans le calcul du classement. Le coureur qui est premier de ce classement est porteur du maillot bleu. En cas d'égalité au temps, la somme des places obtenues sur chaque étape départage les concurrentes. En cas de nouvelle égalité, la place lors de la dernière étape sert de critère pour décider de la vainqueur.
Des bonifications sont attribuées dans cette épreuve. L'arrivée des étapes donne dix, six et quatre secondes de bonifications aux trois premières. L'arrivée de la demi-étape, deuxième secteur a, attribue six, quatre et deux secondes de bonifications aux trois premières. Par ailleurs, durant la course, il existe des sprints intermédiaires dont les trois premiers sont récompensés respectivement de trois secondes, deux secondes et une seconde.

##### Classement par points
Le maillot rouge, récompense le classement par points. Celui-ci se calcule selon le classement lors des arrivées d'étape.  
Lors d'une arrivée d'étape en ligne, les dix premières se voient accorder des points selon le décompte suivant : 20, 15, 12, 10, 8, 6, 4, 3, 2, 1. Le contre-la-montre et le prologue attribuent les points suivants aux cinq premières : 10, 6, 4, 2 et 1. En cas d'égalité, les coureurs sont prioritairement départagés par le nombre de victoires d'étapes. Si l'égalité persiste, le nombre de victoires à des sprints intermédiaires puis éventuellement la place obtenue au classement général entrent en compte. Pour être classé, un coureur doit avoir terminé la course dans les délais.

##### Classement de la meilleure jeune
Le classement de la meilleure jeune ne concerne qu'une certaine catégorie de coureuses. C'est-à-dire aux coureuses nées après le 1er janvier 1997. Ce classement, basé sur le classement général, attribue au premier un maillot blanc. En cas d'égalité, le temps du contre-la-montre détermine le vainqueur.

##### Classement des rushes
Des sprints intermédiaires durant la course attribuent 3, 2 et 1 point aux trois premières. Il attribue un maillot jaune.

##### Répartition des maillots
Chaque coureuse en tête d'un classement est porteuse du maillot ou du dossard distinctif correspondant. Cependant, dans le cas où une coureuse dominerait plusieurs classements, celle-ci ne porte qu'un seul maillot distinctif, selon une priorité de classements. Le classement général au temps est le classement prioritaire, suivi du classement par points et du classement de la meilleure jeune. Si ce cas de figure se produit, le maillot correspondant au classement annexe de priorité inférieure n'est pas porté par celui qui domine ce classement mais par son deuxième.

#### Primes
Le prologue et les demi-étapes rapportent:
| Position | 1er   | 2e    | 3e   | 4e   | 5e   | 6e   | 7e   | 8e   | 9e   | 10e  |
| Prix     | 165 € | 115 € | 90 € | 80 € | 65 € | 60 € | 60 € | 60 € | 60 € | 60 € |

En sus, les coureuses placées de la 11e à la 15e place gagnent 35 €.
Les étapes en ligne, permettent de remporter les primes suivantes:
| Position | 1er   | 2e    | 3e    | 4e    | 5e    | 6e   | 7e   | 8e   | 9e   | 10e  |
| Prix     | 275 € | 170 € | 115 € | 105 € | 100 € | 85 € | 75 € | 65 € | 65 € | 65 € |

En sus, les coureuses placées de la 11e à la 15e place gagnent 40 €.
Le classement général final attribue les sommes suivantes :
| Position | 1er   | 2e    | 3e    | 4e    | 5e    | 6e   | 7e   | 8e   | 9e   | 10e  |
| Prix     | 200 € | 175 € | 150 € | 125 € | 100 € | 80 € | 70 € | 50 € | 50 € | 50 € |

En sus, les coureuses placées de la 11e à la 15e place gagnent 10 €.

#### Prix
Le classement final par points rapporte 75 € à la vainqueur, le classement de la meilleure jeune  et celui des rushes 50 €.

### Partenaires
La chaine de télévision locale AVS et Doltcini sont partenaires du maillot bleu. La loterie nationale belge Lotto parraine le classement par points. Le classement de la meilleure jeune est parrainé par Traxion. Le classement des rushes est financé par Trade Euro.